# Nigidius lichtensteini
Nigidius lichtensteini is een keversoort uit de familie vliegende herten (Lucanidae). De wetenschappelijke naam van de soort is voor het eerst geldig gepubliceerd in 1879 door Ritsema.